# Resolució 1113 del Consell de Seguretat de les Nacions Unides
La Resolució 1113 del Consell de Seguretat de les Nacions Unides fou adoptada per unanimitat el 12 de juny de 1997. Després de recordar totes les resolucions sobre la situació a Tadjikistan i la frontera entre l'Afganistan i Tadjikistan, el Consell va prorrogar el mandat de la Missió d'Observadors de les Nacions Unides a Tadjikistan (UNMOT) durant un període de tres mesos fins al 15 de setembre de 1997.
La resolució va reafirmar la sobirania, la integritat territorial de Tadjikistan i la inviolabilitat de les seves fronteres. El 8 de març de 1997, el Govern de Tadjikistan i l'Oposició Tadjik Unida (UTO) van signar un protocol sobre qüestions militars. Això va ser seguit els dies 18 i 28 de maig de 1997 per protocols sobre qüestions polítiques i garanteix l'aplicació de l'acord de pau, respectivament. Al mateix temps, es va observar que els acords esmentats preveien l'assistència de la comunitat internacional i les Nacions Unides, tot i que es va expressar la seva preocupació pel deteriorament de la situació humanitària i de seguretat a Tadjikistan. El personal de les Nacions Unides i els observadors militars van tornar a Tadjikistan el 12 de maig de 1997 després d'haver estat evacuats prèviament.
Es va demanar a ambdues parts que implementessin plenament els acords de pau i que signessin l'Acord General sobre l'establiment de la pau i l'acord nacional a Tadjikistan. Això requeriria el compromís d'ambdues parts i el suport de les Nacions Unides i la comunitat internacional. També es va instar a les parts a garantir la lliure circulació i la seguretat de la UNMOT, la força de manteniment de la pau de la Comunitat d'Estats Independents (CEI) i altre personal internacional. Finalment, es va demanar al Secretari General Kofi Annan que mantingués informat al Consell sobre els esdeveniments al país el més aviat possible, en particular sobre el paper de la presència de les Nacions Unides i l'ajust del mandat de la UNMOT.